# François Harlay de Champvallon

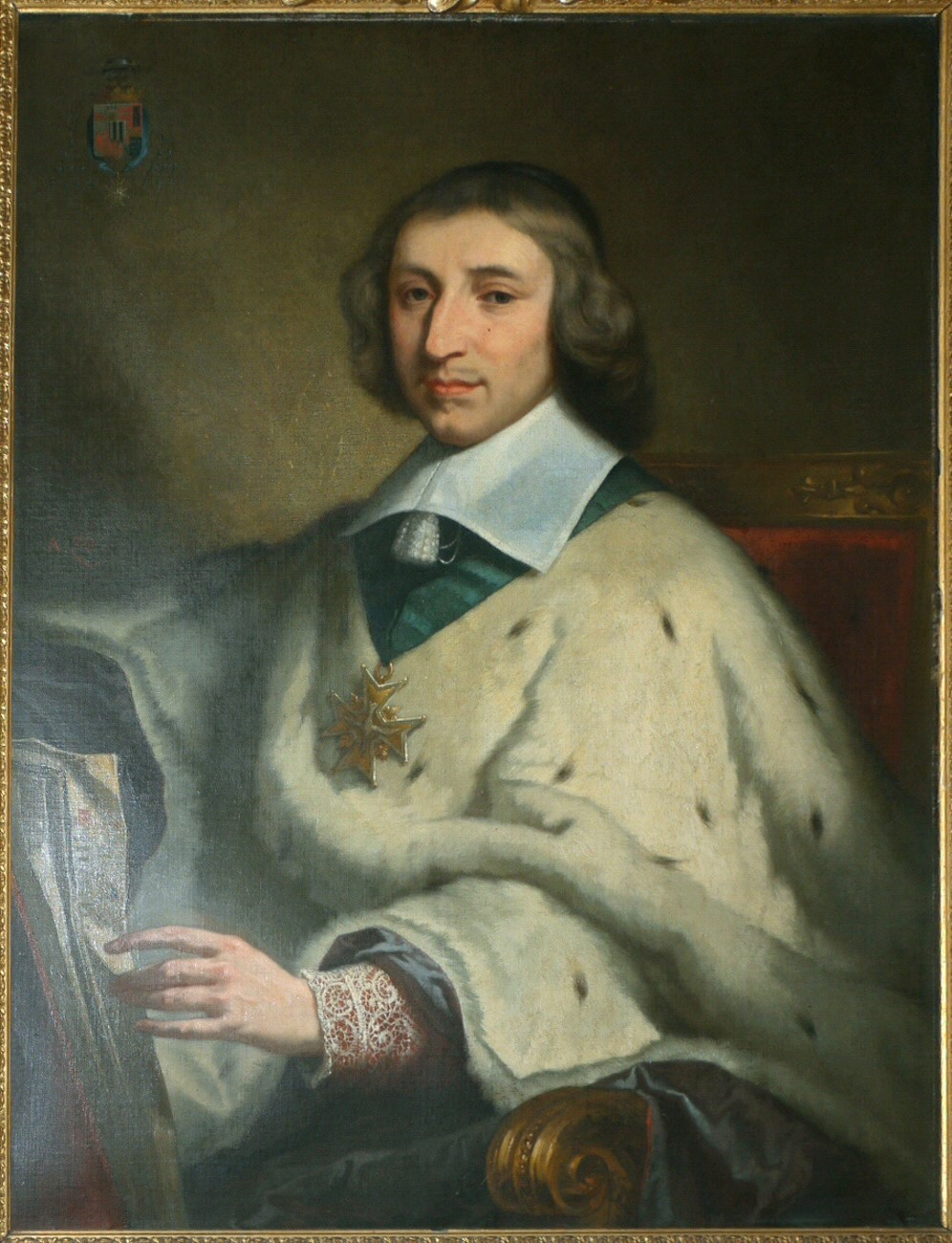
Erzbischof François III. Harlay de Champvallon (Gemälde 17. Jhd.)

François Harlay de Champvallon (auch: François III. de Harlay) (* 14. August 1625 in Paris; † 6. August 1695 in Charenton-le-Pont) war ein französischer Adeliger, römisch-katholischer Erzbischof, Kommendatarabt und Mitglied der Académie française. Er ist nicht zu verwechseln mit seinem Onkel François II. de Harlay (1585–1653).

## Leben und Werk
François de Harlay, dessen Familie aus Champvallon stammte, wurde 1648 Kommendatarabt der Abtei Jumièges und folgte 1651 seinem gleichnamigen Onkel als Erzbischof von Rouen nach. 1671 wechselte er auf den Sitz des Erzbischofs von Paris. Noch im gleichen Jahr wurde er in die Académie française (Sitz Nr. 28) gewählt. 1673 weigerte er sich, Molière kirchlich zu bestatten und gab erst auf Drängen des Königs nach. 1683 traute er Ludwig XIV. und Madame de Maintenon in geheimgehaltener Ehe. Er bestärkte den König 1685 in der Aufhebung des Edikts von Nantes (Edikt von Fontainebleau). 
Als erster Erzbischof von Paris erreichte er die Verbindung seines Amtes mit der Ernennung zum Herzog und Pair de France, womit gleichzeitig die Mitgliedschaft in den königlichen Orden Michaelsorden und Orden vom Heiligen Geist verbunden war. Er hinterließ nur amtliche Schriften, keine literarischen, war aber berühmt für seine außerordentliche Rednerbegabung. Er starb 69-jährig im Château de Conflans in Charenton-le-Pont an einem Schlaganfall. Sein bischöflicher Wahlspruch lautete: „Nullius Harlaio necessitas“ (Einem Harlay ist nichts nötig).